# Trubarjeva ulica, Novo mesto
Trubarjeva ulica je ena od ulic v Novem mestu, ki se od leta 1955 imenuje po začetniku slovenske književnosti in piscu prve slovenske knjige Primožu Trubarju. Ulica obsega le dve hišni številki, poteka pa od Rozmanove ulice za hotelom Krka do Kapiteljske ulice. Med letoma 1892 in 1955 se je imenovala Proštijska ulica, pred tem pa Nikolausgasse.